# Convictos en Australia

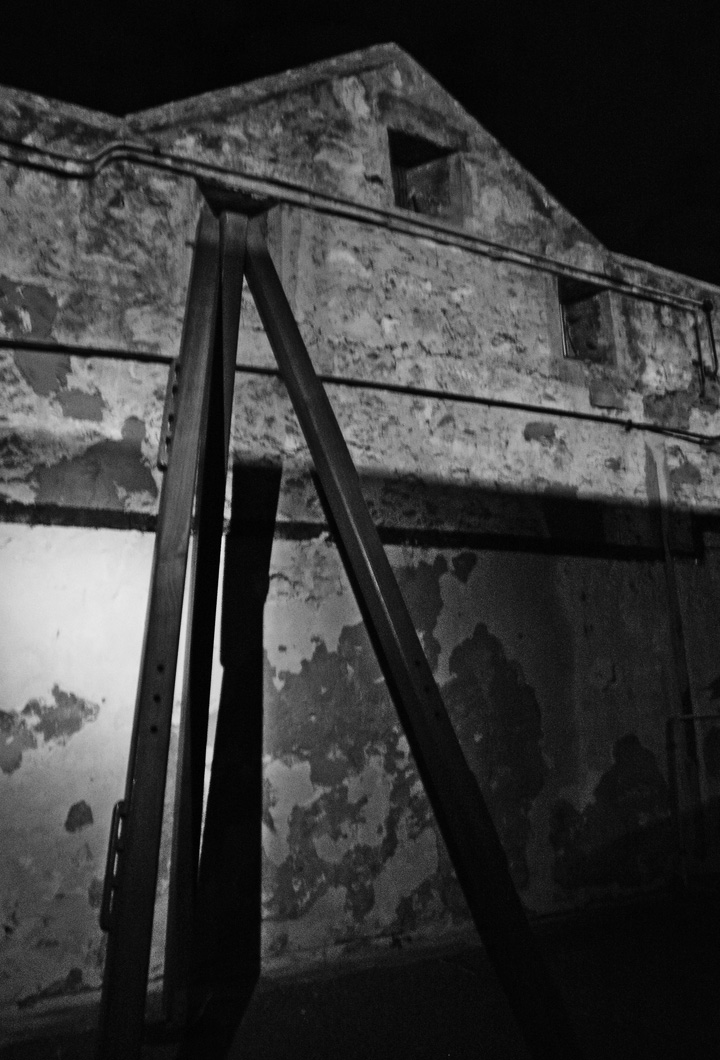
Puesto de azotamiento en la Prisión Fremantle. La prisión fue construida para el trabajo de los convictos en la década de 1850.

Desde finales del siglo XVIII un gran número de convictos británicos fueron transportados a las diversas colonias penales de Australia por el gobierno. Desde la independencia de las colonias norteamericanas en 1776, el gobierno británico había sondeado varias alternativas, una de las razones que había llevado a la exploración del continente australiano. Durante esta época las prisiones británicas estaban saturadas, y era necesario aliviar la presión demográfica. Durante más de 80 años unos 165.000 convictos fueron transportados a Australia. Los últimos convictos que fueron trasladados a la fuerza a Australia llegaron al estado de Australia Occidental en 1868.
La deportación en muchas ocasiones formaba parte de un proceso de selección física para el trabajo duro. En cierto sentido el sistema de convictos era una forma de esclavitud, aunque los convictos podían esperar su liberación tras haber cumplido su sentencia, y sus hijos eran libres desde su nacimiento. Muchos se enriquecieron y pasaron a formar parte de la clase de los colonos, y su turbio origen a menudo era convenientemente olvidado o encubierto.

## Causas del traslado
La miseria, la desigualdad social, el trabajo infantil y las duras y antihigiénicas condiciones de vida y de trabajo eran elementos extendidos en la sociedad británica del siglo XIX. Las novelas de Charles Dickens son varios ejemplos que ilustran esta situación, que también fue denunciada por algunos funcionarios del gobierno. En 1833 comenzaron a aplicarse las primeras leyes laborales (Factory Acts) de ámbito general en contra de la explotación infantil.

De acuerdo con Robert Hughes en The Fatal Shore, la población de Inglaterra y Gales, que se había mantenido en un nivel estable de unos 6 millones de personas entre 1700 y 1740, se incrementó de forma especialmente dramática después de 1740. Cuando se produjo la rebelión de las colonias americanas, la ciudad de Londres se encontraba superpoblada, y el desempleo y el alcoholismo estaban muy extendidos. El crimen se había convertido en un problema acuciante. En 1789 un visitante francés afirmó que desde el crepúsculo hasta el amanecer Londres se convierte en el dominio de todos los bribones a veinte kilómetros a la redonda. El gobierno Peel temía la influencia del crimen organizado y de la clase criminal y aprobó leyes draconianas contra todo tipo de crímenes, desde los robos más bajos.
Cada parroquia disponía de un vigilante, porque la administración británica no disponía de una fuerza policial tal y como la conocemos hoy. Jeremy Bentham propuso la idea de una prisión circular, pero las penitenciarías eran consideradas por los funcionarios del gobierno como un concepto americano. Casi todos los malhechores eran capturados por los denunciantes o denunciados en los tribunales locales por sus víctimas.[cita requerida].
Gracias al Bloody Code (Código Sanguinario) en la década de 1770 en Gran Bretaña existían 222 tipos de crimen que conllevaban la pena de muerte, casi todos ellos crímenes contra la propiedad. Entre ellos se encontraban ofensas como el robo de bienes por valor superior a 5 chelines, cortar un árbol de otra propiedad, robar un animal o cazar conejos en otra propiedad. Por ejemplo, Michael Hammond y su hermana Ann, dos niños de 7 y 11 años fueron ahorcados en King´s Lynn el 28 de septiembre de 1708 por robo. Sin embargo, la prensa local no consideró excesiva la ejecución de los niños. El Bloody Code fue anulado a comienzos del siglo XIX porque jueces y jurados consideraban que los castigos eran demasiado severos. Sin embargo, como los legisladores seguían queriendo aplicar una ley ejemplarizante que desanimara a potenciales criminales, al mismo tiempo que necesitaban reducir su severidad, recurrieron al transporte forzoso a las colonias como el castigo más común.
Durante la Revolución industrial, y debido a las desigualdades sociales provocadas por la misma, así como el desplazamiento de la población rural a las ciudades, se incrementó el número de pequeños crímenes, por lo que los gobiernos europeos se vieron presionados para que encontraran una alternativa al confinamiento en prisiones cada vez más atestadas. La situación en Gran Bretaña era tan crítica que varios barcos en desuso, de la época de las guerras napoleónicas, eran utilizados como prisiones flotantes.
El transporte a las colonias se había convertido en un castigo habitual para crímenes de toda clase en Gran Bretaña desde el siglo XVII y continuó siéndolo hasta bien avanzado el siglo XIX. Durante la época se consideraba una alternativa más humanitaria a la pena de muerte. Unos 60.000 convictos fueron transportados a las colonias británicas de Norteamérica durante los siglos XVII y XVIII. Tras la independencia de los Estados Unidos este destino dejó de ser viable, por lo que el gobierno británico comenzó a buscar otras alternativas. Después de los famosos viajes del capitán James Cook al Pacífico Sur en los que visitó numerosas islas y reclamó Australia en nombre de la Corona británica, estas nuevas colonias comenzaron a ser percibidas con vistas a su aprovechamiento como destinos penales.

## Colonias penales en Australia
Entre 1788 y 1868, unos 162 000 convictos fueron transportados desde Gran Bretaña e Irlanda a varias colonias penales en Australia a bordo de 806 barcos. La mayoría de los convictos eran ingleses y galeses (70%), irlandeses (24%), escoceses (5%) y el restante 1% procedían de asentamientos británicos en la India y Canadá, maoríes de Nueva Zelanda, chinos de Hong Kong y esclavos negros del Caribe.
En los primeros años todos los barcos fueron enviados directamente a Nueva Gales del Sur, pero ya en 1788, el gobernador Phillip, con la esperanza de aliviar la presión sobre la colonia de Port Jackson, envió un barco cargado de soldados y convictos a la isla Norfolk.
Solo Australia del Sur y el Territorio del Norte nunca aceptaron convictos británicos de Inglaterra, aunque sí aceptaron la presencia de antiguos convictos de otros estados. A muchos convictos se les permitía viajar hasta Nueva Zelanda para comenzar una nueva vida tras recibir una libertad limitada, aunque no se les permitiera regresar a Inglaterra. Durante el período del traslado de convictos, la población australiana de origen europeo era escasa y necesitaba con urgencia mano de obra.

### Nueva Gales del Sur
Se barajaron diversas alternativas a las colonias americanas y finalmente se propuso la recién descubierta y cartografiada costa de Nueva Holanda. Los detalles proporcionados por James Cook y su expedición al Pacífico Sur en 1770 la convertían en el lugar más adecuado. El término Australia fue utilizado por primera vez por Matthew Flinders hacia 1800, derivado de la antigua referencia mitológica a la Terra Australis, la Gran Tierra del Sur.
El 18 de agosto de 1786 se tomó la decisión de enviar un grupo de colonización constituido por convictos, militares y personal civil a Botany Bay. Este primer grupo estaba formado por 775 convictos a bordo de 6 barcos de transporte. Iban acompañados por oficiales militares, miembros de la tripulación, familias e hijos que constituían unos 645 colonos. Aparte de los barcos de transporte de los convictos, se incluyeron dos barcos de guerra y tres barcos de carga.En total, 11 barcos constituían la llamada Primera Flota. La flota se reunió en el puerto de Porstmouth y zarpó el 13 de mayo de 1787.
La flota llegó a Botany Bay el 20 de enero de 1788, pero pronto quedó claro que no era un lugar adecuado para el establecimiento de una colonia, y el grupo se trasladó a Port Jackson. Allí establecieron la primera colonia europea permanente en el continente australiano, Nueva Gales del Sur, el 26 de enero. Desde este asentamiento se desarrollaría la ciudad de Sídney. Esta fecha todavía es celebrada como el Día de Australia.
Al principio hubo un elevado índice de mortalidad entre los miembros de la Primera Flota debido principalmente a la escasez de alimentos. Los barcos de transporte solo llevaban suficiente comida para los colonos civiles hasta que pudieran establecer cultivos agrícolas en la colonia. Por desgracia entre ellos no había suficientes granjeros, las plantas europeas no se aclimataron bien al nuevo continente, y el ganado doméstico era escaso, por lo que la colonia esperó la llegada de la Segunda Flota. A finales de 1788 Phillip se vio obligado a enviar un barco a Ciudad del Cabo en busca de provisiones, que regresó con trigo, cebada y harina, pero aun así tuvo que implantarse un estricto racionamiento.
El segundo cargamento de convictos y colonos constituyó un desastre sin precedentes, pues cuando llegó a Australia en junio de 1790 muchos de los convictos estaban enfermos o agonizaban, habían perdido muchas de sus provisiones y de esta forma la situación de la colonia de Port Jackson empeoró.
Hacia 1801 habían llegado a Australia 43 barcos de deportación con 7.486 convictos de los cuales 756 habían muerto a la llegada. Oficiales corruptos, soldados y tripulaciones sádicos contribuyeron a la alta mortalidad de los viajes. En 1802 la administración colonial tomó ejemplo del comercio de esclavos y comenzó a contratar cirujanos y ofrecer incentivos financieros por cada prisionero que desembarcara apto para el trabajo. En los primeros días de la colonización, las autoridades se mostraron poco preocupadas por el bienestar espiritual de los convictos y el gobernador Phillip se negó a ofrecer ayuda para construir un lugar de culto. Pese al gran número de prisioneros irlandeses, la observancia de la misa católica fue prohibida hasta 1821.
Sir Richard Bourke fue el noveno de los gobernadores de Nueva Gales del Sur, y durante su mandato (1831-1837), emitió The Magistrales Act (El Acta de los magistrados) que suavizaba los excesivos castigos infligidos a los convictos, estableciendo un límite de 50 latigazos a los castigos que un magistrado podía imponer (anteriormente no había límite). La administración de Bourke se enfrentó a la controversia, pues los magistrados y funcionarios enviaron una petición a la corona para que impidiera al gobernador interferir en sus derechos legales, temiendo que una reducción en los castigos redujera su control sobre los convictos.
Sin embargo, el gobernador Bourke continuó con sus controvertidas reformas en la colonia, combatiendo el trato inhumano que recibían los convictos, limitando el número de convictos que cada empleador podía tener bajo su mando a 70, e incrementando los derechos de los convictos liberados, como derecho a adquirir propiedades y actuar como jurados. Se ha discutido que la suspensión del transporte de convictos a Nueva Gales del Sur en 1840 fue provocado por las acciones de Bourke y otros hombres como el abogado australiano William Wentworth. Finalmente el transporte de convictos a la colonia de Nueva Gales del Sur fue abolido oficialmente el 1 de octubre de 1850.
Si un convicto se comportaba bien, podía recibir un billete de salida, que le proporcionaba algo de libertad. Al final del cumplimiento de su pena, siete años en la mayoría de los casos, el convicto recibía un certificado de libertad. Entonces quedaba libre para asentarse como colono en Australi o podía regresar a Inglaterra. Sin embargo, los convictos que intentaban huir o que mostraban un mal comportamiento eran enviados a colonias de castigo secundario como Port Arthur en Tasmania o la Isla Norfolk, donde sufrían castigos adicionales y aislamiento.

### Tasmania

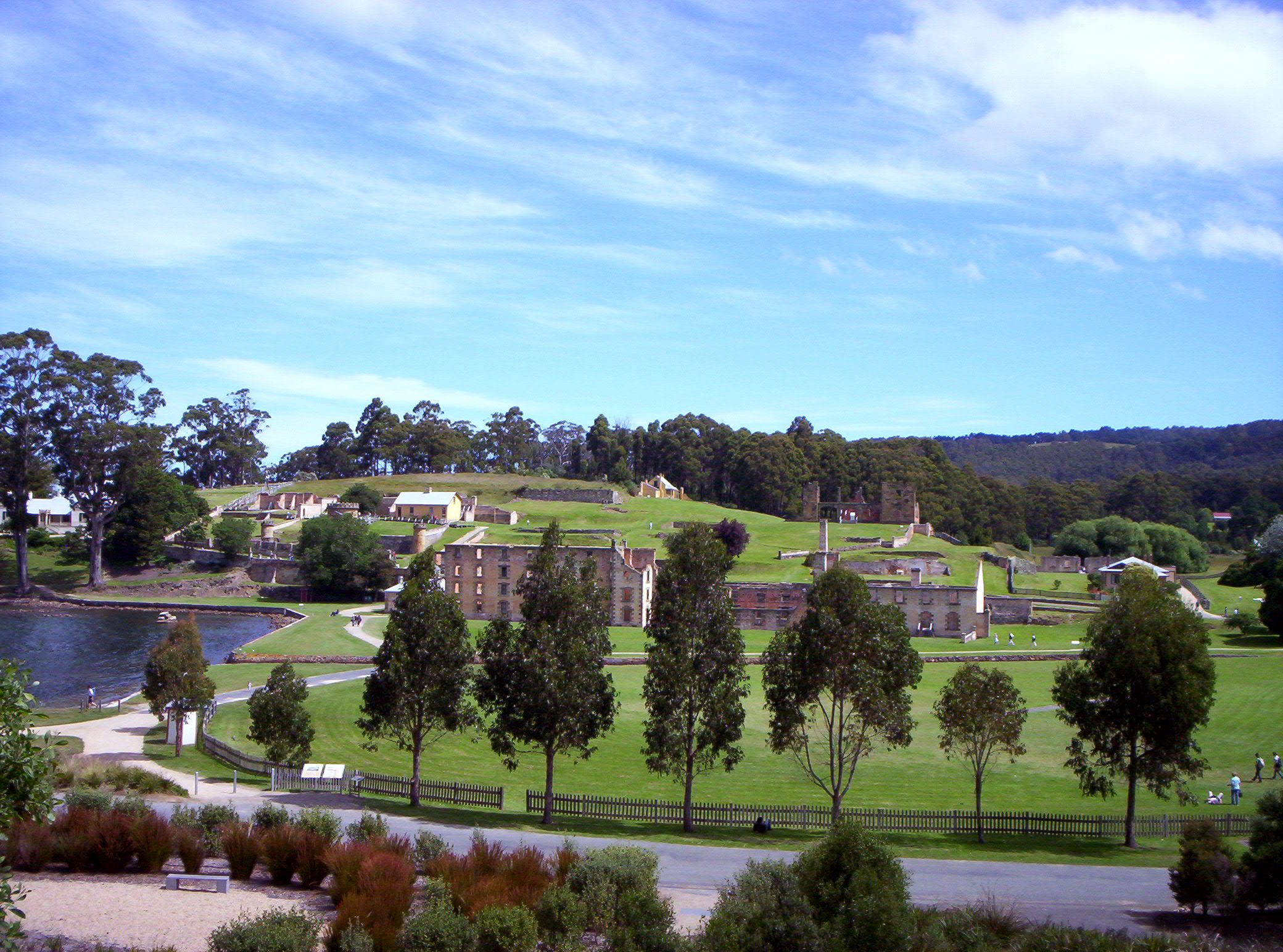
Prisión colonial de Port Arthur.

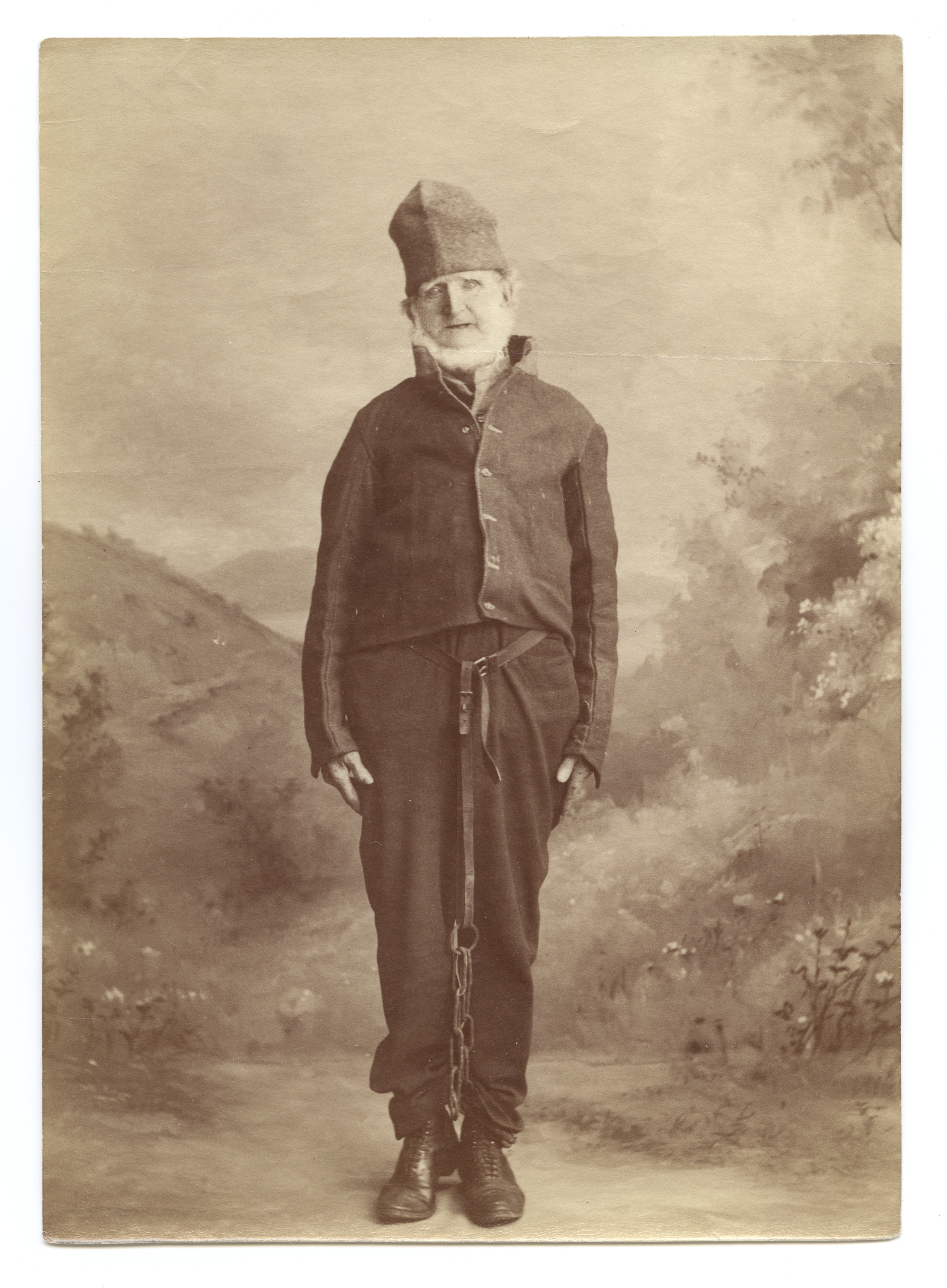
Una fotografía de estudio del convicto Bill Thompson, con su uniforme de preso y sus grilletes tomadas en la década de 1880.

En 1803 fue enviada la primera expedición británica desde Sídney a Tasmania (por entonces conocida como Tierra de Van Diemen) para establecer una nueva colonia penal. El grupo, dirigido por el teniente John Bowen, estableció un pequeño asentamiento en Risdon Cove. Desde su localización fue enviada una expedición buscando otros lugares adecuados y en 1804 el capitán David Collins fundó el asentamiento de Sullivan´s Cove. Este asentamiento posteriormente recibiría el nombre de Hobart y Risdon Cove sería abandonado.
En 1816 comenzaron a llegar los primeros colonos británicos libres a Tasmania y el 3 de diciembre de 1825 fue declarada una colonia separada de Nueva Gales del Sur.
La colonia penal de Macquarie Harbour en la costa oeste de Tasmania fue establecida en 1820 para aprovechar la valiosa madera de pino de Huon que crecía en el lugar para construir muebles, casas y barcos. Macquarie Harbour tuvo la ventaja añadida de que era casi imposible huir de ella, y la mayoría de los convictos que intentaron huir terminaron ahogados, muriendo de hambre en el bosque o (por lo menos en dos ocasiones) recurriendo al canibalismo. Los convictos que eran enviados a este colonia penal normalmente habían reincidido en su conducta criminal mientras cumplían su sentencia, y eran tratados con gran dureza, trabajando bajo un clima húmedo y frío y sometidos a severos castigos corporales por infracciones menores.
En 1830 se estableció la colonia penal de Port Arthur para reemplazar a Macquarie Harbour, ya que era más fácil mantener una comunicación regular por mar. Aunque en la historia popular es recordada como una prisión especialmente dura, en realidad el trato que recibían los convictos era mucho más humano que en Macquarie Harbour o en las colonias penales de Nueva Gales del Sur. La razón de este trato más humanitario es que en Port Arthur comenzó a experimentarse con un sistema de prisión más avanzado y humano. El aislamiento en celdas de castigo era el método habitual de castigo.
Se realizaron muchos cambios en la forma en que los convictos eran tratados entre la población civil, en gran parte responsable de la dureza de su trato. Hasta finales de la década de 1830 la mayoría de los convictos eran retenidos por el gobierno para realizar trabajos públicos o entregados al servicio de varios ciudadanos. Desde principios de 1840 comenzó a utilizarse el probation system, que formaba grupos de trabajo en estaciones fuera de los principales asentamientos civiles, y que posteriormente eran liberados para trabajar dentro de un distrito determinado.
El traslado de convictos a Tasmania finalizó en 1853.

### Queensland
En 1823 John Oxley navegó desde Sídney para explorar Port Curtis y Moreton Bay como posibles lugares para establecer una nueva colonia penal. En Moreton Bay encontró el río Brisbane, cuya existencia había sospechado James Cook, y exploró su curso bajo. En septiembre de 1824 regresó acompañado de soldados y estableció un asentamiento temporal en Redcliffe. El 2 de diciembre el asentamiento fue trasladado a la actual ubicación del barrio empresarial de Brisbane. Al principio el asentamiento recibió el nombre de Edenglassie. En 1839 cesó el transporte de convictos a Moreton Bay y la colonia penal de Brisbane fue cerrada. En 1842 se abrió la zona a la colonización voluntaria. El 6 de junio de 1859 Queensland se convirtió en una colonia separada de Nueva Gales del Sur.

### Australia Occidental
El transporte de convictos a Australia Occidental no comenzó hasta 1850 y terminó en 1868. Durante este período fueron transportados exactamente 9.668 convictos en 43 barcos de transporte.
Los primeros convictos de Australia Occidental fueron transportados desde Nueva Gales del Sur, enviados a King George Sound en 1826 para ayudar a establecer un asentamiento. En aquella época el tercio occidental de Australia no había sido reclamado por los británicos. Temiendo que esta zona de Australia fuera reclamada por Francia, el gobernador Ralph Darling se apresuró a enviar al mayor Edmund Lockyer con soldados y 23 convictos, para establecer la presencia británica en el oeste. El grupo llegó el 25 de diciembre de 1826. Los convictos del grupo permanecieron en la colonia durante casi cuatro años. En noviembre de 1830 el control del asentamiento fue transferido a la colonia de Swan River, y los militares y los convictos se retiraron.
En abril de 1848, Charles Fitzgerald fue nombrado gobernador de Australia Occidental, y pidió al gobierno de Gran Bretaña que enviara convictos como mano de obra de trabajo. El gobierno británico se negó a enviar convictos para que cumplieran toda su condena, pero sí comenzó a enviar a los que estaban terminando de cumplir sus penas.
La mayoría de los convictos de Australia Occidental pasaron muy poco tiempo en prisión. Los convictos de Fremantle participaron en la construcción de la prisión, y el mal comportamiento se castigaba incrementado el trabajo. Sin embargo, la mayoría de los convictos fueron enviados a otras partes de la colonia. Aunque no había una colonia penal asentada, sí había una gran demanda de infraestructuras públicas, así que muchos convictos fueron enviados a diversos asentamientos. Al principio las infraestructuras estaban relacionadas con el sistema penal y judicial.
En 1852 se construyó un almacén de convictos en Albany, que fue cerrado tres años después. Cuando la llegada de barcos de convictos se incrementó, fue reabierto. La mayoría de los convictos pronto recibían el “billete de salida” y eran contratados por los colonos libres. También participaron en la construcción de barcos, y reconstruyeron York Street y Stirling Terrace, así como la carretera de Albany a Perth. Un periódico de Albany elogió la buena conducta de los convictos y escribió Hay ocasiones en las que nuestros colonos libres podrían tomar ejemplo. 
La presencia de los convictos en Australia Occidental terminó con el cese del transporte penal desde Gran Bretaña. En mayo de 1865 la colonia fue advertida del cambio de la política penal británica, y solo recibió tres barcos de convictos de forma sucesiva en los años 1865, 1866 y 1867. De esta forma el último barco de convictos, el Hougoumont, partió de Gran Bretaña en 1867 y llegó a Australia Occidental el 10 de enero de 1868.

### Victoria
No fue hasta que los hermanos Henty llegaron a Pórtland Bay en 1834 y que John Batman creó un asentamiento en Melbourne, que fue establecida la colonia penal de Port Phillip (1837).
Sin embargo, ya en 1803, había llegado dos barcos a Port Phillip Bay, que había sido descubierto y bautizado por el teniente Murray a bordo del Lady Nelson un año antes. Los barcos eran el Calcuta, con 300 convictos bajo la supervisión del teniente-coronel Collins y el Ocean, un barco de suministros. Previamente Collins había sido juez-abogado de la Primera Flota en 1788. Eligió Sullivan Bay cerca de Sorrento para construir un nuevo asentamiento, a unos 90 km al sudeste del actual Melbourne. Unos dos meses después este asentamiento fue abandonado debido a la esterilidad del suelo y la escasez de agua, y Collins se trasladó con los convictos a Tasmania. Sin embargo, varios consiguieron escapar al interior y desaparecieron, posiblemente muriendo debido a las duras condiciones de vida o debido al ataque de los hostiles aborígenes locales.
Uno de estos convictos fue el posteriormente conocido William Buckley. Consiguió sobrevivir en la costa occidental de Sullivan Bay durante los siguientes 32 años antes de finalmente reunirse con los nuevos colonos. Su supervivencia, contra lo que se consideraba imposible, es el origen de la Buckley´s Chance (La suerte de Buckley), un dicho extendido entre los australianos.
Entre 1844 y 1849 unos 1.750 convictos llegaron a la colonia de Victoria desde Inglaterra. Recibieron el nombre de Exiliados o Pentonvillians, porque la mayoría de ellos procedían de la prisión británica de Pentonville. Al contrario que otros convictos que eran sometidos a trabajos forzosos o arrendados a propietarios locales, los Exiliados podían recibir un salario, pero no podían abandonar el distrito al que eran asignados. La colonial penal de Porth Phillip dependió de Nueva Gales del Sur hasta la separación de la colonia de Victoria en 1851.

## Mujeres
Aproximadamente el 20 % de los convictos transportados eran mujeres, para las que las condiciones eran especialmente duras. Para protegerse, la mayoría se sometían a oficiales de prisión u a otros convictos tan pronto les era posible. Aunque habitualmente se consideraban que habían sido condenadas por prostitución, lo cierto es que relativamente pocas de ellas se habían prostituido en Inglaterra, porque la prostitución y el asesinato no se castigaban con el traslado a las colonias.

## Irlandeses
Dentro de la población de los convictos, entre 1791 y 1868, se encontraban 48.000 convictos irlandeses, sobre todo criminales comunes pero también agitadores políticos. Su convicción nacionalista y su religión católica los pusieron frecuentemente en conflicto con las autoridades coloniales, y con el tiempo influiría notablemente en la configuración del nacionalismo australiano. A menudo se encontraban en el liderazgo de todo tipo de movimientos de protesta entre colonos y convictos. En 1804 cientos de rebeldes irlandeses protagonizaron la primera gran rebelión contra el gobierno colonial en Castle Hill.
	A pesar de ganarse una reputación de alborotadores, en otros aspectos, no obstante, los irlandeses demostraron ser unos súbditos ejemplares, construyendo iglesias, escuelas y edificios públicos y exponiendo una rígida ética basada en el catolicismo.

## Cese del transporte
Con el incremento de colonos libres en Nueva Gales del Sur y Tasmania a mediados de la década de 1830, la oposición a la llegada de convictos a las colonias también se incrementó. Los defensores más influyentes de esta postura eran propietarios de periódicos y miembros de la Iglesia Congregacionista Independiente como John Fairfax en Sídney y el Reverendo John West en Launceston, que consideraban que los convictos quitaban trabajo a los trabajadores libres y honestos además de fomentar el crimen y el vicio en las colonias. El movimiento de los opositores a la llegada de nuevos convictos raramente se preocupaba de la inhumanidad del sistema penal, sino de su potencial impacto moral sobre los colonos libres.
El transporte de convictos a Nueva Gales del Sur finalizó en 1840, cuando unos 150.000 convictos habían sido enviados a las colonias australianas. El envío de convictos a Brisbane había terminado el año anterior, y la administración de la colonia penal de la isla Norfolk fue transferida a Tasmania.
Desde 1840 el transporte de convictos se concentró en Tasmania, al mismo tiempo que el movimiento anti-transporte comenzaba a organizarse, especialmente tras la severa crisis económica de principios de la década. En 1846 se suspendió temporalmente el traslado de convictos a Australia, pero fue reiniciado nuevamente debido a la saturación de las prisiones británicas. En 1850 se fundó la Liga Anti-Transporte de Australasia, que pedía el cese completo y permanente de la llegada de convictos británicos, y su objetivo fue apoyado por el comienzo de la fiebre de oro en Australia en 1851. El último barco de convictos enviado desde Inglaterra a Tasmania, el St. Vincent, llegó en 1853 y el 10 de agosto se celebró un festival en Hobart y Launceston por el fin oficial del transporte.
El transporte de convictos continuó en menor escala hacia Australia Occidental, una colonia necesitada de mano de obra. El último barco de convictos, el Hougoumont, llegó a su destino el 10 de enero de 1868.

## Legado
La historia de los convictos británicos en las colonias australianas todavía se encuentra asentada en la mentalidad de los australianos modernos y en muchos aspectos de su vida cotidiana. Muchos australianos pueden remontar su ascendencia a los convictos de la época colonial [cita requerida], y aunque durante mucho tiempo se trató de un elemento ocultado o evitado, actualmente descender de uno de los convictos británicos se considera una especie de orgullo nacional. Debería señalarse que la mayoría de estos convictos trasladados no eran criminales violentos, sino ladrones, condenados por crímenes no violentos o defensores de la independencia de Irlanda. Esta actitud, no obstante, es un fenómeno reciente en Australia. Hasta el período posterior a la Segunda Guerra Mundial y su distanciamiento político y social de Gran Bretaña, la mayoría de los australianos se sentían avergonzados por la llegada de los convictos a su país, y muchos ni siquiera se atrevían a investigar los orígenes de sus familias por miedo a descender de “criminales”. Esta actitud fue conocida como la mancha del convicto, e hizo las investigaciones genealógicas muy difíciles. En las últimas décadas la actitud ha cambiado, y muchos australianos con ancestros convictos se sienten más cómodos investigando y hablando sobre su pasado.
Convictos y ex –convictos ingleses e irlandeses se convirtieron en un importante sector de la sociedad australiana, debido a su influencia dentro de la clase obrera hasta finales del siglo XIX, participando en la formación de los incipientes movimientos obreros y sindicales australianos.[cita requerida]

## Convictos famosos transportados a Australia
- Esther Abrahams – una de las escasas convictas judías.
- Samuel Barsby – primer convicto en ser azotado en Australia.
- Billy Blue – estableció un sistema de transporte por río.
- James Blackburn – un arquitecto famoso por su contribución a la arquitectura e ingeniería civil de Australia.
- Mary Bryant – una fugitiva famosa
- William Buckley – Permaneció fugado durante 32 años y sobrevivió entre los aborígenes.
- Aaron Burr – Un convicto que posteriormente fue juzgado por brujería después de asesinar ritualmente a 3 oficiales y 5 hombres en Nueva Gales del Sur
- Wade y Sean Cardilini – convictos italianos que trabajaron estrechamente con Aaron Burr.
- Martin Cash – Famoso fugitivo y forajido.
- Margaret Dawson – primera mujer convicta en dar a luz en Australia.
- Francis Greenway – famoso arquitecto australiano.
- Daniel Herbert- Construyó el puente Ross y fue un ingeniero hábil.
- Mark Jeffrey – escribió una conocida autobiografía.
- Lawrence Kavenagh – famoso forajido.
- John (Red) Kelly – convicto irlandés y padre del famoso forajido Ned Kelly.
- Simeon Lord  fue pionero, mercader y magistrado australiano.
- John Mitchel – nacionalista irlandés.
- Francis McNamara- “Frank el poeta”, compositor de varias baladas orales de los convictos.
- John Mortlock – marino.
- Isaac Nichols – contrabandista.
- Alexander Pearce – fugitivo cannibal.
- William Smith O'Brien – famoso revolucionario irlandés enviado a Tasmania en 1849 tras liderar una revuelta en Tipperary.
- John Boyle O'Reilly – famoso fugitivo y escritor, autor de The Moondyne.
- William Redfern -  uno de los pocos convictos cirujanos.
- Mary Reibey – llegó a dirigir una flota de barcos.
- James Ruse – un granjero y terrateniente de gran éxito.
- Henry Savery – primer novelista australiano, autor de Quintus Servinton
- James Squire – primer cervecero australiano, llegado con la Primera Flota.
- Mary Wade – la mujer más joven transportada a Australia (con 11 años). En el momento de su muerte había tenido 21 hijos y tenía más de 300 descendientes vivos.
- Joseph Wild - explorador